# Ischioscia andina
Ischioscia andina är en kräftdjursart som först beskrevs av Albert Vandel1968.  Ischioscia andina ingår i släktet Ischioscia och familjen Philosciidae. Inga underarter finns listade i Catalogue of Life.